# Carvalhal (Bombarral)
Pour les articles homonymes, voir Carvalhal.
Carvalhal est une freguesia portugaise du district de Leiria située dans la sous-région de l’Ouest.
Avec une superficie de 32,13 km2 et une population de 2 934 habitants (2001), la paroisse possède une densité de 91,3 hab/km2.